# Nwankwo Obiora
Nwankwo Obiora (n. 12 iulie 1991, Kaduna, Nigeria) este un fotbalist nigerian care evoluează la echipa Levadiakos pe postul de mijlocaș.

## Cariera

### Internazionale Milano
Pe 28 noiembrie 2009, Internazionale Milano a anunțat că l-a cumpărat pe Obiora de la Real Murcia. A fost el mai tânăr jucător, așa că a jucat pentru echipa Primavera, antrenată de Fulvio Pea. Obiora a jucat primul său meci în UEFA Champions League într-un meci cu Tottenham Hotspur, jucat la Londra, intrând ca rezervă înlocuitoare pentru accidentatul Sulley Muntari.

### Parma
După ce nu a impresionat la Inter, Nwanko Obiora a semnat cu Parma FC pe 31 ianuarie 2011. Din păcate nici acolo nu a impresionat și a fost împrumutat după primul sezon.

### CFR Cluj
Pe 6 februarie 2013, campionii României CFR Cluj au anunțat că Obiora a fost temporar, dar cu o clauză pentru a-l cumpăra definitiv din vară. Lucru care s-a și întâmplat în luna iunie a anului 2013.

## Cariera internațională
Obiora a fost selecționat pentru Naționala U20 a Nigeriei, cu care a participat la Campionatul Mondial U20 2009, Cupa Africii pe Națiuni U20 2009 și Campionatul African de Tineret 2009, din Rwanda.
Începând din 2012 el a fost selcționat pentru Naționala Mare a Nigeriei, cu care a câștigat Cupa Africii pe Națiuni 2013.

## Palmares

### Club
Internazionale Milano
- - Supercupa Italiei: 2010
  - Campionatul Mondial al Cluburilor FIFA: 2010

### Internațional
Nigeria
- - Cupa Africii pe Națiuni: 2013